# Echinorhynchinae
Echinorhynchinae is een onderfamilie in de taxonomische indeling van de haakwormen, ongewervelde en parasitaire wormen die meestal 1 tot 2 cm lang worden. De worm behoort tot de familie Echinorhynchidae. Echinorhynchinae werd in 1876 beschreven door Cobbold.

## Taxonomie
De volgende geslachten zijn bij de onderfamilie ingdeeld:
- Acanthocephalus Koelreuther, 1771
- Brasacanthus Thatcher, 2001
- Echinorhynchus Zoega in Müller, 1776
- Frilloechinorhynchus Bhattacharya, 2007
- Pilum Williams, 1976
- Pseudoacanthocephalus Petrochenko, 1958
- Solearhynchus de Buron & Maillard, 1985